# Industrial Records
La Industrial Records è una etichetta discografica fondata nel 1976 dal gruppo di artisti e musicisti Throbbing Gristle.

## Storia
Il gruppo, formato da Genesis P-Orridge, Cosey Fanni Tutti, Chris Carter e Peter Christopherson, realizzò parte dei suoi progetti e delle loro sperimentazioni musicali, performative e visive su questa etichetta. L'etichetta produsse inoltre molti altri artisti. Dal nome di questa etichetta discografica venne poi ricavato il nome del futuro genere musicale industrial.

## Alcuni artisti della Industrial Records
- William S. Burroughs
- Cabaret Voltaire
- Chris Carter
- Carter Tutti Void
- Clock DVA
- Dorothy
- Monte Cazazza
- Richard H. Kirk
- Thomas Leer
- The Leather Nun
- Robert Rental
- Surgical Penis Klinik
- Throbbing Gristle
- Elisabeth Welch
- X-TG